# Il secondo risveglio di Christa Klages
Il secondo risveglio di Christa Klages (Das zweite Erwachen der Christa Klages) è un film del 1978 diretto da Margarethe von Trotta.